# 편서풍

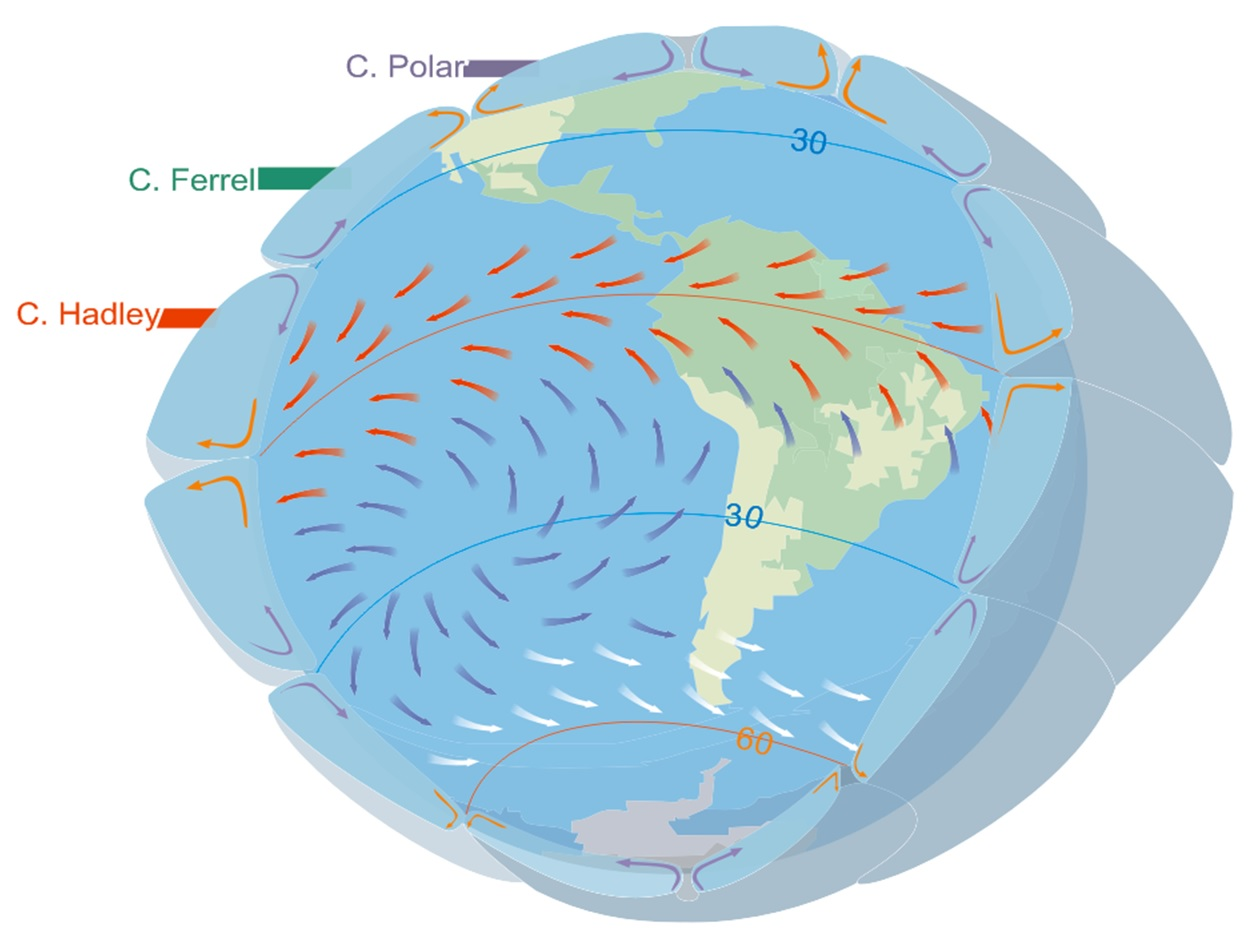
일반적인 대기 순환. 흰색으로 표시한 것이 편서풍이다.

편서풍(偏西風, 영어: westerlies, prevailing westerlies 또는 anti-trades)은 편동풍에 대칭되는 바람으로 북반구와 남반구의 중위도지역에서 서쪽에서 동쪽으로 분다. 북반구 대륙에서는 산맥 때문에 편서풍의 진로가 자주 바뀐다. 위도 30도와 60도 사이의 중위도 지역에서 서쪽에서 동쪽으로 부는 탁월풍을 말한다. 편서풍 또는 탁월풍은 30도에서 60도 사이의 중위도에서 지배적이며 마위도(Horse latitudes, 30~35)의 고압 영역에서 극으로 분다. 바람은 주로 북반구에서는 남서쪽에서, 남반구에서는 북서쪽에서 불어온다. 무역풍과 함께 편서풍은 초기의 유럽 항해선박을 위한 왕복항로로 이용되었다.
편서풍은 지역에 따라 부분적으로 강하거나 약하게 부는데, 특히 남반구는 북반구보다 중위도 지역에 육지가 적기 때문에 마찰이 줄어들어 바람이 더 강하게 분다. 편서풍은 위도 40도에서 50도 사이(Roaring Forties)에서 가장 강하게 분다.

## 편서풍파
중위도 편서풍대에서 관측되며 단파나 중간 규모의 요란은 파장이 1,000-3,000km 정도로, 주로 대기의 하층에서 뚜렷이 나타나며 지상의 비교적 작은 고기압과 저기압에 대응되므로 단기예보에 중요하다.

## 같이 보기
- 무역풍
- 극동풍
- 편동풍